# Huh Jung
Huh Jung (허정, né en 1981) est un réalisateur et scénariste sud-coréen.
Son film d'horreur à petit budget, Hide and Seek, avec Son Hyun-joo (en), est un succès surprise de l'année 2013 avec 5,6 millions d'entrées,,. Son second long-métrage, également un film d'horreur,The Mimic, avec Yeom Jeong-a, sort en 2017 et totalise plus d'un million d'entrées après deux semaines d'exploitation.

## Filmographie

### Longs métrages
- 2013 : Hide and Seek : réalisateur, scénariste
- 2017 : The Mimic : réalisateur, scénariste

### Courts métrages
- 2004 : Goldfish (court métrage) : réalisateur-producteur
- 2005 : Dancing Boy (court métrage) : acteur
- 2006 : Let Me Free (court métrage) : cinématographie
- 2010 : The Cursed (court métrage) : réalisateur, scénariste
- 2010 : Rolling Home With a Bull : réalisateur
- 2012 : The Wish (court métrage) : réalisateur, scénariste
- 2012 : Moment (court métrage) : réalisateur
- 2013 : Big Good : acteur, production du mixage son

## Distinctions
- 2013 : 33e cérémonie des Korean Association of Film Critics Awards : Meilleur premier film (Hide and Seek)